# Jackie Lomax
John Richard „Jackie“ Lomax (* 10. Mai 1944 in Wallasey, Vereinigtes Königreich; † 15. September 2013 auf der Halbinsel Wirral) war ein englischer Gitarrist und Singer-Songwriter. Er wurde bekannt durch seine Zusammenarbeit mit George Harrison und Eric Clapton.
Lomax war Mitglied der Bands Dee and the Dynamites, The Undertakers, The Lomax Alliance, Heavy Jelly und Badger. Er arbeitete mit The Tea Bags, George Harrison, Eric Clapton, Gene Clark, John Stewart, P. F. Sloan, Lucinda Williams, Jeff Beck, Leon Russell und Nicky Hopkins.

## Leben und Karriere
Geboren in Wallasey in der englischen Grafschaft Cheshire, lebte er später zusammen mit seiner Frau Annie (eigentlich: Norma Richardson), der Mutter des Modefotografen Terry Richardson, in Ojai (Kalifornien).

### 1962–1970
Im Januar 1962 verließ Jackie Lomax Dee and the Dynamites, um bei der Merseybeat-Band The Undertakers mitzuspielen. Sie folgten den Beatles auf deren Tour durch die lokalen Veranstaltungsorte, bevor sie in Hamburg auftraten und sich einen Plattenvertrag sichern konnten. Sie unterzeichneten bei Pye Records und veröffentlichten insgesamt vier Singles, aber nur eine schaffte es in die UK Top 40. Im Jahr 1965 beschlossen sie, ihr Glück in den USA zu versuchen.
Lomax verbrachte zwei Jahre in den USA mit The Undertakers und einigen anderen Gruppen. Im Jahr 1967 nahm Brian Epstein seine neueste Band, The Lomax Alliance, zurück mit nach England, um sie im Londoner Saville Theatre zu präsentieren. Epstein arrangierte die Aufnahme einer Single und eines Albums und erreichte einen Plattenvertrag bei CBS vor seinem Tod. Während dieser Zeit wurden von CBS zwei Singles der Lomax Alliance und eine Jackie-Lomax Solo-Single veröffentlicht. Es wurden weitere Aufnahmen gemacht, aber sie wurden nie veröffentlicht.
Nach Epsteins Tod übernahm das neue Beatles-Plattenlabel Apple Records die Verantwortung für Lomax-Plattenkarriere, und George Harrison engagierte sich für die Produktion. Obwohl drei der vier Beatles zuzüglich Eric Clapton und Nicky Hopkins auf dem Album Is This What You Want? mitspielten, war Lomax Debütsingle bei Apple, die Harrison-Komposition Sour Milk Sea, kommerziell erfolglos. Lomax und Harrison machten den Rest der Aufnahmen des Albums in Los Angeles, gemeinsam mit Hal Blaine und anderen Mitgliedern der The Wrecking Crew, aber wie bei der gleichzeitigen einzigen, von Lomax produzierten Single New Day, blieb der Erfolg aus, nachdem das Album Anfang 1969 veröffentlicht worden war. Als seine letzte Apple-Single folgte eine Coverversion von How the Web Was Woven featuring Leon Russell. Als sich 1970 die Beatles trennten, waren alle Künstler des Plattenlabels Apple Records in unsicherer Schwebe und konnten nicht für die Zukunft planen.

### 1970–1977
Nach dem Verlassen von Apple Records, gründete Lomax eine Band namens Heavy Jelly gemeinsam mit dem Bassisten Alex Dmochowski, dem Gitarristen John Moorshead und dem Schlagzeuger Carlo Wenig. Sie veröffentlichten eine Single bei Heard Records namens Chewn In / Time Out (Head HDS4001, 1969). Während dieser Zeit wurde ein Heavy-Jelly-Album aufgenommen, das komplett aus Lomax-Songs bestand, wurde aber nur zu Werbezwecken herausgegeben und nie kommerziell veröffentlicht.
1971 kehrte Lomax in die USA zurück, um dort zu leben und in Woodstock (New York) zu arbeiten. Er unterzeichnete bei Warner Bros. Records und wiedervereinigte sich mit den Mitgliedern der Lomax Alliance und den The Undertakers, um die Alben Start in My Head und Three aufzunehmen, die sich ebenfalls als kommerziell erfolglos erwiesen.
Enttäuscht über seine Erfolglosigkeit, kehrte Lomax gegen Ende des Jahres 1973 nach Großbritannien zurück. Er trat der Band Badger bei, einer progressiven Rockband, ursprünglich von Ex-Yes-Keyboarder Tony Kaye gegründet, und sorgte für einen Stilwandel in Richtung Rhythm and Blues und Soul. Die Band wurde ein Transportmittel für Lomax’ Lieder und seinen Gesang, war aber nur von kurzer Dauer, es reichte gerade für ein Album, das von Allen Toussaint produzierte White Lady auf Epic Records.
Lomax wechselte wieder über den Atlantik, um sich seiner Solo-Karriere zu widmen und konnte bei Capitol Records 1975 einen Plattenvertrag unterzeichnen. Er veröffentlichte zwei Alben bei Capitol, Livin’ for Lovin’ sowie Did You Ever Have That Feeling? bevor er das Label im Jahr 1977 wieder verließ. Die letztere Aufnahme wurde nur in Großbritannien veröffentlicht.

### 1978–2000
Die 1980er Jahre waren eine ruhige Zeit in Lomax Karriere. In der Mitte der 1980er Jahre spielte er Gitarre und sang Backing Vocals auf Demos für verschiedene Künstler, die von seinem Freund Patrick Landreville produziert wurden. Er spielte kurz mit der Band The Tea Bag, einer in Los Angeles ansässigen Gruppe, gemeinsam mit Ian Wallace, Kim Gardner, Mick Taylor, Brian Auger, Terry Reid, Peter Banks, Graham Bell und David Mansfield unter anderem. In den 1990er Jahren verbrachte er die Zeit meist mit anderen britischen Künstlern an der amerikanischen Westküste, und er tourte als Bassist für The Drifters, The Diamonds und The Coasters. In Kalifornien, insbesondere im Ventura County spielte Lomax live mit einer Reihe von Künstlern, darunter Tom Petty, dem Schlagzeuger Randall Marsh, Jim Calire, Patrick Landreville und Mitch Kashmar.
Im Jahr 1990 nahm Lomax den Tim-Buckley-Song Devil Eyes für das Album True Voices auf. Andere, auf dem Album enthaltene Musiker waren Gene Clark, John Stewart, P. F. Sloan und Lucinda Williams.

### 2001–2013
Im Jahr 2001 schloss Lomax die Arbeiten an seinem ersten Soloalbum seit 1977, The Ballad of Liverpool Slim ab. Im Jahr 2002 sah man ihn weiterhin an der Westküste von Amerika spielen. Im Jahr 2003 kehrte er in den Liverpooler Cavern Club zurück, wo seine Karriere mehr als 40 Jahre vorher begonnen hatte. Im Jahr 2004 war Lomax Gast der Peter-Dicks-BeatlesandBeyond-Radiosendung in Walsall. Dicks organisierte später die britische Veröffentlichung von Lomax’ The Ballad of Liverpool Slim… and Others-Album. Lomax kehrte bei mehreren Gelegenheiten zurück um in einem Liverpooler Pub in der James Street zu spielen.
Percy Sledge nahm Lomax’ Komposition Fall Inside Your Eyes, für sein 2004er Album Shining Through the Rain auf.
Am 13. April 2012 spielte Lomax zum 50. Jahrestag des Hamburger Star-Clubs im Kaiserkeller, zusammen mit der Star Club All-Star-Band sowie Brian Griffiths (von The Big Three), Bobby Thompson (von den Dominoes) und Joe Fagin (von den Strangers) und mit The Undertakers.
Am 15. September 2013 starb Jackie Lomax auf der englischen Halbinsel Wirral, auf der er sich anlässlich der Hochzeit eines seiner Kinder aufhielt.

## Diskografie
- The Undertakers Unearthed 1963–65
- The Lomax Alliance and CBS Recordings 1966–1967
- Is This What You Want? 1969 No. 145 US[7]
- Heavy Jelly 1970
- Home Is in My Head 1971
- Three 1972
- White Lady / Badger 1974
- Livin’ for Lovin’ 1976
- Did You Ever Have That Feeling? 1977
- True Voices (Various Artists) 1991
- The Ballad of Liverpool Slim 2001 & 2004
- The Ballad of Liverpool Slim… and Others (Angel Air Records)[8]